# فيضانات تشينغهاي 2022
فيضانات تشينغهاي 2022 في أغسطس 2022 ضربت الفيضانات المفاجئة داتونغ هوي ومقاطعة تو ذاتية الحكم. قُتل ما لا يقل عن 16 شخصًا وفقد 36 آخرون في مقاطعة تشينغهاي في الصين. وفقا لأخبار سي جي تي إن، تسببت عاصفة مطيرة مفاجئة في حدوث انهيار أرضي أدى إلى تحويل مجرى النهر.